# Pîlîpenkî, Kobeleakî
Pîlîpenkî (în ucraineană Пилипенки) este un sat în comuna Komendantivka din raionul Kobeleakî, regiunea Poltava, Ucraina.

## Demografie
Componența lingvistică a localității Pîlîpenkî
     Ucraineană (93,68%)
     Rusă (6,32%)
Conform recensământului din 2001, majoritatea populației localității Pîlîpenkî era vorbitoare de ucraineană (93,68%), existând în minoritate și vorbitori de rusă (6,32%).